# Tennessee Valley Authority
Tennessee Valley Authority (viết tắt là TVA) là một tập đoàn của chính phủ liên bang Hoa Kỳ được thành lập bởi Quốc hội vào tháng 5 năm 1933 với trách nhiệm là cung cấp vận tải, phòng ngừa lụt, điện, phân bón, và phát triển kinh tế trong khu vực Thung lũng Tennessee, một khu vực bị Đại Suy thoái ảnh hưởng nghiêm trọng. TVA không chỉ tạo ra để cung cấp điện, mà còn là một cơ quan phát triển kinh tế cho khu vực bằng cách dùng các nhà chuyên môn liên bang và điện lực để hiện đại hóa xã hội và kinh tế khu vực một cách nhanh chóng.

## Khái quát
Ngày 18 tháng 5 năm 1933, tổng thống Franklin Delano Roosevelt ký Đạo luật Tennessee Valley Authority, thành lập Tennessee Valley Authority.
Là một nhà phát điện, cơ quan này được phép ký hợp đồng dài hạn (20 năm) bán điện cho các cơ quan chính phủ và tư nhân, xây dựng đường dây điện đến những nơi chưa có điện và thành lập các luật lệ mua bán lại và phân phát điện. Vì thế, TVA chẳng những là một nhà cung cấp điện, nó còn là một nhà tạo quy định.
Ngày nay, TVA là công ty điện công cộng lớn nhất Hoa Kỳ, phát điện đến 8,5 triệu thuê bao trong Thung lũng Tennessee. Nó bán sỉ điện cho 158 nhà phân phát và bán thẳng đến 61 khách hàng công nghiệp và chính phủ. Điện lực của TVA đến từ các đập thủy lực, nhà máy điện bằng xăng dầu, nhà máy điện hạt nhân, động cơ tuốc bin khí, và tuốc bin gió.
Trong thập niên 1920 và những năm trong thời kỳ Đại Suy thoái, người Mỹ đã bắt đầu ủng hộ ý tưởng công trình hạ tầng kỹ thuật được cộng đồng làm chủ, đặc biệt là các nhà máy thủy điện. Ý tưởng các phương tiện phát điện của nhà nước bán điện cho các nhà phân phát công cộng là một khái niệm gây tranh cãi cho đến ngày nay.